# Mahmut Atalay
Mahmut Atalay (ur. 30 marca 1934 w Çorak, zm. 4 grudnia 2004 w Ankarze), turecki zapaśnik. Złoty medalista olimpijski z Meksyku.
Walczył w stylu wolnym w kategorii lekkiej (do 70 kilogramów) i półśredniej (do 78 kilogramów). Dwukrotnie brał udział w igrzyskach (IO 64, IO 68). W 1964 zajął czwarte miejsce, cztery lata później zwyciężył. Był medalistą mistrzostw świata, sięgnął po złoto (1966) i srebro (1965; czwarty w 1963 i 1967). Dwukrotnie był drugi na mistrzostwach Europy (1966, 1967). Triumfator igrzysk śródziemnomorskich w 1959 i 1963 roku.